# 唐納利 (愛達荷州)
唐納利（英語：Donnelly）是一個位於美國愛達荷州瓦利縣的城市。

## 地理
唐納利的座標為44°43′49″N 116°04′37″W / 44.73028°N 116.07694°W，而該地的平均海拔高度為1483米（即4865英尺）。

## 人口
根據2010年美國人口普查的數據，唐納利的面積為1.89平方千米，當中陸地面積為1.88平方千米，而水域面積為0.01平方千米。當地共有人口152人，而人口密度為每平方千米80.42人。